# Número transfinito

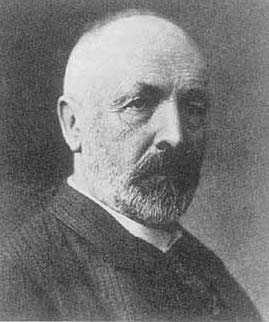
Georg Cantor

En la teoría de conjuntos, número transfinito es el término original que el matemático alemán Georg Cantor introdujo para referirse a números ordinales infinitos, que son mayores que cualquier número natural.
En la terminología moderna, al referirse a ordinales o cardinales, «transfinito» e «infinito» son sinónimos. En la terminología moderna, los cardinales son un tipo especial de número ordinal.

## Primeros números transfinitos
Al igual que con los números naturales, puede pensarse en los números transfinitos como cardinales u ordinales:
- ω (omega): es el menor ordinal transfinito. Sus elementos son los números naturales, tal y como son construidos en teoría de conjuntos, y representa el tipo de orden de estos.
- ℵ0, alef-0: es el primer número alef, y el primer cardinal transfinito (asumiendo el axioma de elección). Es conjuntísticamente idéntico a ω, pero se utilizan notaciones diferentes para resaltar el aspecto ordinal o cardinal de los conjuntos numerables.
- ℵ1, alef-1: es el segundo número alef, y el cardinal siguiente a ℵ0 (asumiendo el axioma de elección).
- c = 2ℵ0: es el cardinal del continuo, el número cardinal de los puntos de una recta o de los números reales.

Asumiendo el axioma de elección, todo lo que puede demostrarse con los axiomas de Zermelo-Fraenkel es:
{\displaystyle \aleph _{0}<\aleph _{1}\leq c}
La hipótesis del continuo afirma que de hecho {\displaystyle c=\aleph _{1}}. Kurt Gödel probó en 1938 que esta hipótesis es consistente con los axiomas de Zermelo-Fraenkel (ZF), y por tanto puede ser tomado como un axioma nuevo para la teoría de conjuntos. Sin embargo, en 1963 Paul Cohen probó que la negación de la hipótesis del continuo también es consistente con los axiomas ZF, lo cual prueba que dicha hipótesis es totalmente independiente de los axiomas ZF. Es decir, no puede ser refutada o demostrada a partir de ellos, por lo que pueden construirse tanto "teorías de conjuntos cantorianas" (en las que la hipótesis del continuo es una afirmación cierta), como "teorías de conjuntos no cantorianas" (en las que la hipótesis del continuo sea falsa). Esta situación es similar a la de las geometrías no euclidianas.

## Aritmética de cardinales transfinitos
Para los números transfinitos se pueden extender sin ambigüedad la suma, la multiplicación y la potenciación. Sean por ejemplo dos conjuntos disjuntos {\displaystyle a={\mbox{card}}(A)\;} y {\displaystyle b={\mbox{card}}(B)\;}, la suma y la multiplicación puede construirse a partir del cardinal de la unión y del producto cartesiano de estos dos conjuntos:

{\displaystyle a+b:={\mbox{card}}(A\cup B)\qquad a\times b:={\mbox{card}}(A\times B)}

Es sencillo comprobar que estas operaciones están bien definidas ya que:

{\displaystyle \forall {\bar {A}},{\bar {B}}:{\begin{cases}a={\mbox{card}}({\bar {A}})\\b={\mbox{card}}({\bar {B}})\\{\bar {A}}\cap {\bar {B}}=\varnothing \end{cases}}\to {\begin{cases}{\mbox{card}}({\bar {A}}\cup {\bar {B}})=a+b\\{\mbox{card}}({\bar {A}}\times {\bar {B}})=a\cdot b\end{cases}}}

Aunque la suma y la multiplicación no presentan problemas, la resta y la división no están definidas. A diferencia de lo que sucede con los cardinales finitos no pueden definirse sin ambigüedad operaciones equivalentes a la resta o la división. La resta y la división pueden introducirse entre los cardinales finitos gracias a que a partir del conjunto de los cardinales finitos, que coinciden con los números naturales {\displaystyle \mathbb {N} }, pueden construirse el conjunto de los enteros y de los racionales. La construcción de los enteros y los racionales es posible debido a que todo cardinal finito es regular respecto a la suma, es decir, para cualesquiera cardinales a, b y c > 0, finitos se cumple:

{\displaystyle {\begin{cases}a+c=b+c&\Rightarrow a=b\\a\cdot c=b\cdot c&\Rightarrow a=b\end{cases}}}

Esas dos últimas propiedades de hecho no se cumplen nunca cuando uno de los cardinales es transfinito, si {\displaystyle \max(a,b)>\aleph _{0}} se tienen las siguientes igualdades:

{\displaystyle a+b=\max(a,b)\qquad a\cdot b:=\max(a,b)}

Los cardinales transfinitos dotados de la suma o la multiplicación constituyen un monoide conmutativo. Debido a la falta de regularidad de los cardinales transfinitos no es aplicable el teorema de simetrización de un monoide que permitiría definir la resta y la división.

La potenciación requiere construir un conjunto más complicado, pero resulta igualmente bien definida. Si A y B son dos conjuntos cualesquiera y {\displaystyle a={\mbox{card}}(A)\;} y {\displaystyle b={\mbox{card}}(B)\;} se puede definir la exponenciación {\displaystyle a^{b}\;} como el cardinal del conjunto de funciones de B en A:

{\displaystyle a^{b}={\mbox{card}}(A^{B})\qquad A^{B}:=\{f|f:B\to A\}}

Un caso particular interesante se da cuando a = 2, en este caso podemos por ejemplo A = {0,1}, y el conjunto AB se puede identificar naturalmente con el conjunto de partes de B o conjunto potencia.

{\displaystyle 2^{b}={\mbox{card}}(\{0,1\}^{B})={\mbox{card}}({\mathcal {P}}(B))}

La potenciación también tiene propiedades de saturación curiosas, así para cardinales de tipo alef se tiene:

{\displaystyle \aleph _{\alpha }^{\aleph _{\beta }}={\begin{cases}\aleph _{\alpha }&\aleph _{\beta }<\aleph _{\alpha }\\\aleph _{\beta +1}&\aleph _{\beta }\geq \aleph _{\alpha }\end{cases}}}

## Historia y desarrollo
Georg Cantor se percató de que era posible hablar de la cantidad de elementos de un conjunto infinito tal y como se habla de la cantidad de elementos de un conjunto finito. Es decir, encontró que era posible “medir” el tamaño de un conjunto infinito y, de hecho, comparar el tamaño de dos conjuntos infinitos para encontrar que el de uno era “mayor” que el del otro, y elaboró una teoría hasta cierto punto rigurosa respecto de estas ideas: la teoría de números transfinitos.[cita requerida]
Cantor argumentaba que el desprecio de los matemáticos por el infinito y su naturaleza se debía a un abuso de este concepto. Lo que Cantor quería decir era que el término infinito se aplicaba sin distinción a cualesquiera conjuntos no finitos, siendo que, de entre ellos, era posible tomar algunos que son, de alguna manera, medibles y de tamaños comparables. Las reflexiones y posterior estudio de Cantor acerca de todo esto comenzaron cuando, intuyendo este algún resultado no trivial, se preguntó si era posible poner en correspondencia uno a uno el conjunto de los números naturales con el conjunto de los números reales. Pronto pudo Cantor demostrar que no existía tal correspondencia, revelando así una diferencia entre la infinitud de dos conjuntos infinitos, lo que constituyó, en definitiva, un resultado de mucho interés. Cantor probó también que, contrario a lo que pudiera pensarse, el conjunto de los números racionales, que tiene propiedad de densidad, se corresponde uno a uno con el conjunto de los números naturales.[cita requerida]
Es fácil dar un ejemplo de dos conjuntos que, uno teniendo todos los elementos del otro y más, se corresponden uno a uno. Tómese, por ejemplo, el caso de los números naturales:[cita requerida]

{\displaystyle 1,\quad 2,\quad 3,\quad 4,\ldots }

y tomemos ahora solo aquellos números que son el cuadrado de algún número natural (claramente no todos los números naturales cumplen con esta característica, por lo que se descartan muchos de ellos):

{\displaystyle 1(=1^{2}),\quad 4(=2^{2}),\quad 9(=3^{2}),\quad 16(=4^{2}),\ldots }

Apenas es necesario explicar más para percatarse de que existe una correspondencia uno a uno entre {\displaystyle \mathbb {N} } y su subconjunto

{\displaystyle \{n\in \mathbb {N} \mid (\exists m\in \mathbb {N} )\ m^{2}=n\}}.

Además, Cantor encontró que la medición de un conjunto (ya sea finito o infinito) puede realizarse de dos maneras: una de ellas no considera nada más que la cantidad de elementos de un conjunto, mientras que la otra toma en cuenta el orden de los elementos de un conjunto. De esta distinción surgen los números cardinales y los números ordinales, los cuales pueden ser también transfinitos. Para conjuntos finitos, estos dos conceptos son equivalentes. Sin embargo, los dos conceptos difieren en el momento de aplicarse a conjuntos infinitos.[cita requerida]